# (400024) 2006 PL37
(400024) 2006 PL37 es un asteroide perteneciente al cinturón de asteroides, descubierto el 13 de agosto de 2006 por el equipo del Near Earth Asteroid Tracking desde el Observatorio del Monte Palomar, Estados Unidos.

## Designación y nombre
Designado provisionalmente como 2006 PL37.

## Características orbitales
2006 PL37 está situado a una distancia media del Sol de 2,664 ua, pudiendo alejarse hasta 3,370 ua y acercarse hasta 1,958 ua. Su excentricidad es 0,264 y la inclinación orbital 14,29 grados. Emplea 1588,88 días en completar una órbita alrededor del Sol.

## Características físicas
La magnitud absoluta de 2006 PL37 es 16,7.